# Colposcenia traciana
Colposcenia traciana är en insektsart som först beskrevs av Jan Klimaszewski 1970.  Colposcenia traciana ingår i släktet Colposcenia och familjen rundbladloppor. Inga underarter finns listade i Catalogue of Life.